# Киринди Митеа
Киринди Митеа (Kirindy Mitea) је национални парк на југозападној обали Мадагаскара. То је прелазно подручје између биодиверзитета западног и јужног дела Мадагаскара. Животиње су већим делом јединствене за овај предео. Од 11 врста сисара, ендемично их је 10, а од 47 врста птица, њих 33. Карактеристичне врсте су бела сифака, боенга и танта лемур, велики фламинго, као и мадагаскарски водомар. Регистровано је 185 врста биљака.